# Швапски рат
Швајцарско-швапски рат вођен је 1499. године.

## Увод
Јачењем економске и војне моћи Швајцарске Конфедерације јачала је и њена независност од Свете Римске Империје, посебно од Хабзбурговаца. Стога Немачка тежи да Швајцарској спречи даље јачање и да јој силом наметне своју власт. Користи се обновљеним Швапским савезом за предузимање војних акција против Швајцарске. Децембра 1498. године снаге Тирола и Швапског савеза упале су на територију Швајцарске, чиме је започет овај рат.

## Рат
Пошто су јануара 1499. године приморали тиролске снаге на повлачење, Швајцарци су код Тризена у Лихтенштајну, и Брудерхолца близу Базела, у фебруару и марту нанели поразе снагама Швапског савеза. Даљи порази савеза у априлу приморали су немачког цара Максимилијана I да се непосредно активира у рату. Одлучан да брзо реши рат у своју корист, Максимилијан је груписао део снага код Констанца да би у том рејону везао главне снаге Швајцараца, док је главнину својих снага, јачине око 15.000 људи под командом Хенриха Фирстенберга упутио из Елзаса на швајцарску територију јужно од Базела. Швајцарци су благовремено прозрели намере Максимилијана I. Њихова војска састављена од контингената Золотурна, Берна и Цириха, јачине око 5.300 људи, напала је 22. јула снаге Фирстенберга које су опседале Дорнах и нанела им тежак пораз.

## Крај рата
Одлучујућом победом у овој бици Швајцарци су осујетили покушај Немачке да их потчини. Неуспех је приморао Максимилијана I на преговоре и уступке. У Базелу је 22. септембра потписан немачко-швајцарски мировни уговор којим је Швајцарској призната независност. Уговором из 1511. године, независност је и службено потврђена.